# پنج‌کند
پَنجَکِنت (Panjakent) یا پَنجکند یا پَنجه‌کند* یا بومجکث (به تاجیکی: Панҷакент) شهر و ناحیه‌ای است در ولایت سغد تاجیکستان که در قسمت باختری این جمهوری قرار دارد.
بیشتر مردم ناحیهٔ پنجه‌کند تاجیک اند، اما شماری ازبک نیز در آنجا زندگی می‌کنند. نام اصلی آن «پنج کند» به معنای پنج شهر است. در ابتدا «پنج‌ده» نام داشت. محل درگذشت و دفن پدر شعر پارسی، رودکی نیز همین شهر است.
پسوند کند در اسامی شهرهای خراسان و ماوراءالنهر زیاد دیده می‌شود. ریشه آن از پارسی باستانی «کنتا»، سغدی «کنت» بمعنی دژ یا شهر است. مانند:
تاشکند (ازبکستان)
سمرقند(سَمَرکَند) (ازبکستان)
خوقند (ازبکستان)
یارکند (اویغورستان، سین‌کیانگ چین)
چیمکند (قزاقستان)
تارکند (قرقیزستان)
اوزکند (قرقیزستان)
پنجکند (تاجیکستان)
خجند (تاجیکستان)
بیرجند (ایران)
قصرقند(قصرکَند (ایران)

## مکان جغرافیایی
پنجکنت در منطقه‌ای کوهستانی و در کرانهٔ چپ (جنوبی) بخش میانی گسترهٔ رود زرافشان در ولایت سغد تاجیکستان نهاده‌است. ناحیهٔ پنجکنت با ولایت سمرقند ازبکستان هم‌مرز است. پنجکنت یکی از ناحیه‌های پیشرفتهٔ جمهوری تاجیکستان به‌شمار می‌رود.

## تاریخ
ویرانه‌های شهر کهن پنجکنت در حدود ۶۵ کیلومتری جنوب شرقی سمرقند، در درهٔ زرافشان، و بر سر راهی است که زرافشان را به سمرقند می‌پیوندد. پنجکنت، که در سده‌های چهارم و پنجم میلادی، به عنوان پایتخت هپتالیان بنیان نهاده شد، در سدهٔ هفتم به کمال ترقی خود رسید. اندکی پس از این تاریخ، به دست اعراب ویران گشت، ولی مرمت شد و تا سدهٔ نهم آباد بود، تا اینکه بر اثر اهمیت یافتن و بزرگ شدن سمرقند و بخارا به‌تدریج از اهمیت افتاد.
این شهر خاوری‌ترین شهر سغد به‌شمار می‌آمد و در شرق آن ناحیهٔ پرگر قرار دارد. با این‌که پرگر در اوایل دههٔ ۸ میلادی جزء قلمرو دیوشتیج، فرمانروای پنجیکنت، قرار داشت ولی پس از آن در سده‌های نهم و دهم میلادی بخشی از اُسروشنه شد.
پنجه‌کنت در سده‌های یکم و دوم از نواحی مستقل سغد بود. اعراب در سال ۱۰۴ ه‍. ق شهر پنجه‌کنت را گشودند. گویا در همین دوره، شهر گرفتار آتش‌سوزی شد و از میان رفت، اما در سال‌های ۱۲۰-۱۲۳ بازسازی آن آغاز شد و به انجام رسید.
تا سدهٔ هفتم، پنجکنت به صورت شهری زیبا درآمده بود. «شارستان» یا مرکز شهر تا آن زمان، به وسیلهٔ دیوارهای بلند محصور و روی آن‌ها ده برج بیضی از خشت خام ساخته شده بود. ارگ، چندین پرستشگاه و خانه‌های توانگران در آن ناحیه قرار داشت. نخستین ستون‌های زن‌پیکر که در آسیای میانه به کار رفت از آنجا به دست آمده‌است. ارتفاع بعضی از آن‌ها تا سه و نیم متر می‌رسید. همهٔ آن‌ها را از چوب ساخته بودند. مهم‌ترین نقاشی‌های سغدی در پرستشگاهی یافت شده‌است، و برخی از آن‌ها حاکی از آیین خاکسپاری سغدیان است، و مرگ سیاووش (ایزد) را نشان می‌دهد.
بنای شهر نو پنجکنت در سدهٔ نهم هجری آغاز شد. پنجکنت در سده‌های نهم تا سیزدهم هجری پس از شهرهای سمرقند و بخارا کلان‌ترین شهر فرارود بود. ویرانه‌های شهر کهن پنجکنت در جنوب‌خاوری پنجکنت کنونی نهاده‌است.
پنجیکنت در میان سال‌های ۱۹۱۸-۱۹۲۴ جزو جمهوری خودمختار ترکستان و از آن پس بخشی از تاجیکستان بوده‌است.
مهم‌ترین نقاشی‌های سغدی که بیش از همه بهتر حفظ شده، در پنجکنت به دست آمده‌است.

## آثار هنری پنجکنت
ویژگی بارز آثار هنری کشف‌شده در پنجکنت، تاریخی بودن آن‌ها و رابطهٔ ساختاریشان با معماری است. این آثار به صورت نقاشی‌های دیواری، چوب‌های کنده‌کاری و مجسمه‌های گِلی به جای مانده‌است.

### نقاشی‌های دیواری
در میان آثار هنری یافت شده در پنجکنت، نقاشی در جایگاه نخست قرار دارد. در این شهر بیش از پنجاه مکان از زیر خاک بیرون آمده که دیوارهایشان پیشتر انباشته از نقاشی‌هایی با موضوعات فراوان بوده‌ است. نقاشان پنجکنت روی موضوعات گوناگونی کار کرده‌اند. این موضوعات را می‌توان در چهار گروه «مذهبی»، «حماسی»، «عامیانه»، و «زندگی روزمره» دسته‌بندی کرد. در نقاشی‌های حماسی پنجکنت تصاویری از قهرمان‌هایی مانند رستم، سیاوش، گردآفرید و غیره را می‌توان مشاهده کرد.

نقاشی‌های دیواری پنجکنت در ساختمان‌های عمومی (پرستشگاه‌ها) و در منازل شخصی ساکنان شهر پیدا شده‌ است. این نقاشی‌ها با رنگ‌های سریشمی گیاهی اجرا شده‌ است. رنگ‌های قرمز با غلظت‌های مختلف از زمین‌های دارای مواد آهنی، و رنگ‌های زرد از اُخرا تهیه شده. رنگ آبی لاجوردی از لاجورد به دست آمده و برای رنگ سفید از گچ و خاک رس استفاده شده‌ است. رنگ سیاه از استخوان سوخته و زغال تهیه شده، گاهی هم از دوده استفاده شده‌ است. رنگ‌های فسفری، زرنیخ و شنگرف هم به کار رفته‌ است.

از رنگ‌های گیاهی نیل و روناس به مقدار محدود استفاده شده‌ است. لایهٔ رنگ روی گچکاری دولایه کشیده شده و لایهٔ زیرین مخلوطی از گچ و خاک به ضخامتی تا دو سانتی‌متر است. این لایه با لایهٔ نازکی از گچ نرم خالص پوشانده شده که تقریباً به شفافیت آینه صیقل خورده‌ است. فقط نقاشی یکی از ساختمان‌ها (پرستشگاه دوم) فاقد زیرلایه است.

### پیکره‌ها و نقش‌برجسته‌های چوبی و گلی
بیشتر این آثار به‌صورت کنده‌کاری روی چوب است. تعداد محدودی مجسمهٔ گلی و نقش‌برجستهٔ روی گل نیز در پنجکنت به دست آمده‌است. کندهکاری روی چوب در پنجکنت فقط در مکان‌هایی به دست آمده که پس از نیم‌سوز شدن در شعله‌های آتش، به علت فروریختن سقف بر روی آنها، خاموش شده و کاملاً نسوخته‌اند.
کنده‌کاری‌های پنجکنت به دو صورت نقش و نگار، و پیکره است. در میان پیکره‌ها می‌توان ترکیب‌بندی‌ها و تصاویر منفرد را از هم تفکیک کرد، حکاکی‌های نقش‌برجسته تقریباً پیکرتراشی کاملند. تقریباً در تمام مکان‌های پذیرایی ویران‌شده بر اثر آتش‌سوزی، بقایای کندهکاری روی چوب به دست آمده‌است. کنده‌کاری‌ها چون از ابتدا در داخل ساختمان بوده‌اند، با نقاشی‌های دیواری ترکیب هماهنگی پیدا کرده‌اند. اما بین مجسمه‌های گلی و سبک دوم نقاشی نقطهٔ مشترکی نمی‌توان یافت. مجسمه‌های گلی بیشتر به نقاشی‌های متعلق به سبک اول پنجکنت نزدیکاند.

## چهره‌های نامدار
- رودکی
- لایق شیرعلی
- نگینه امانقولوا
- سرمد

## نگارخانه

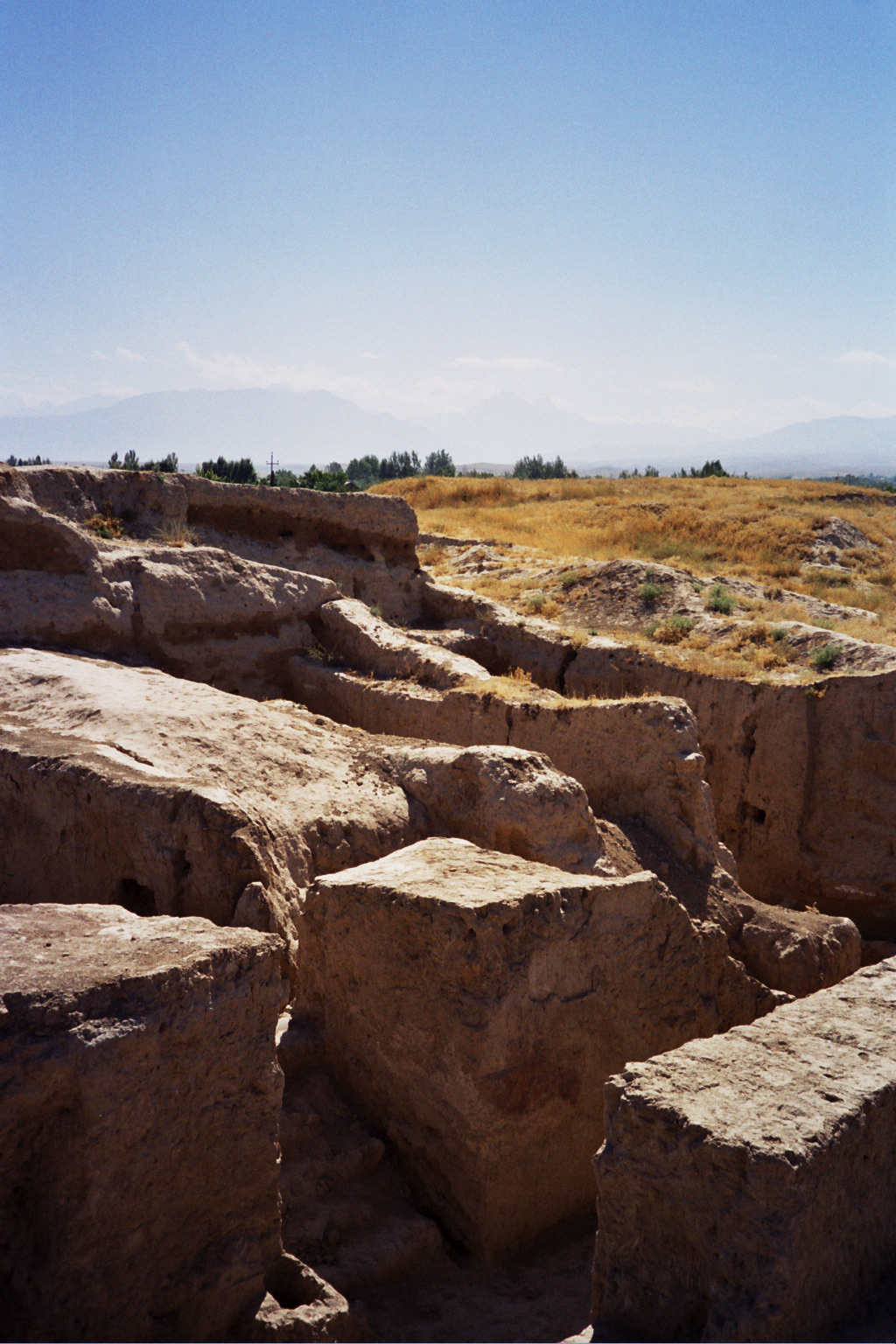
خرابه‌های باستانی در نزدیکی پنجکنت
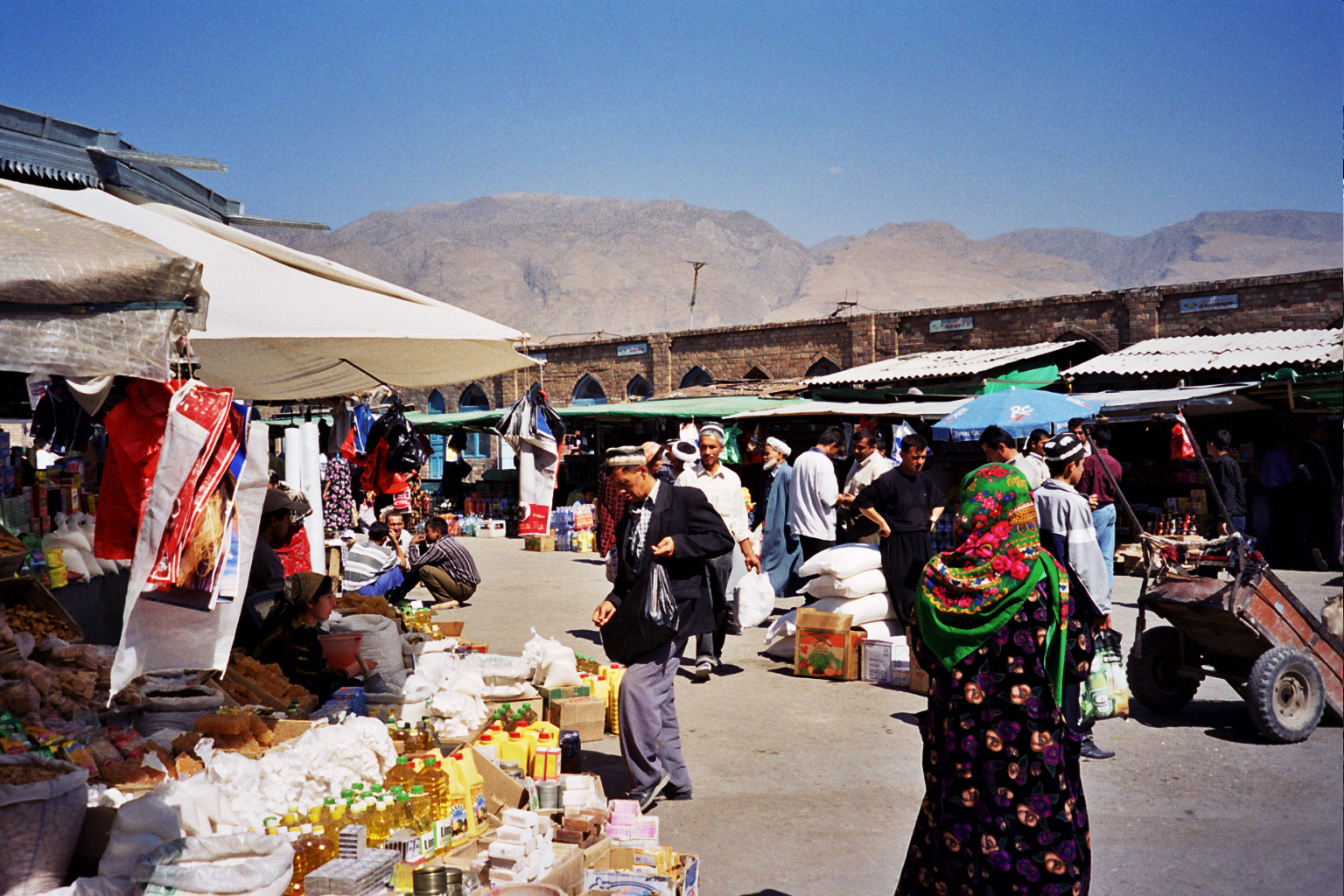
بازار پنجکنت
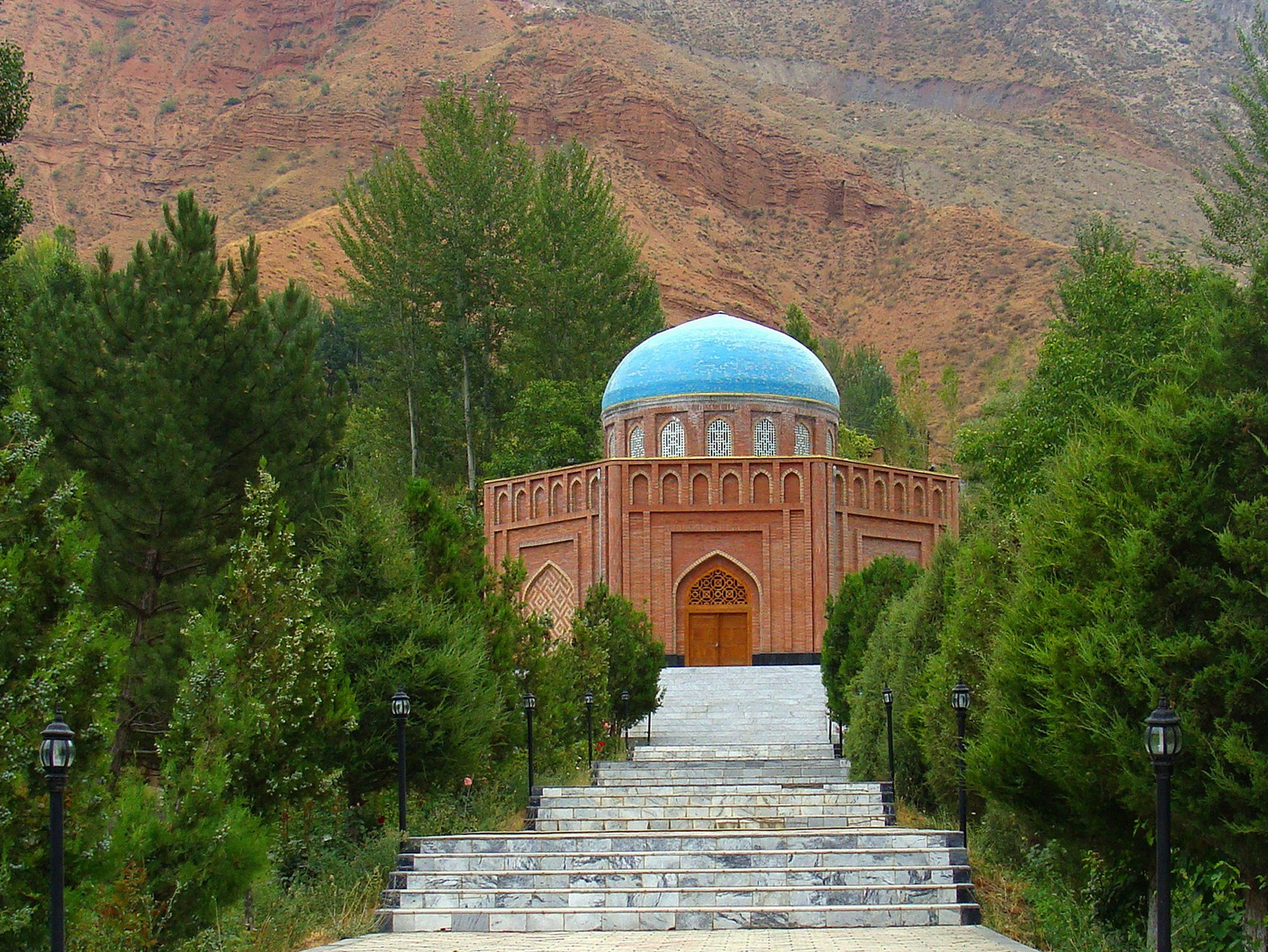
آرامگاه رودکی